# Punkt równowagi

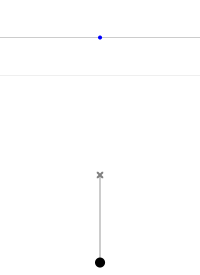
Stabilny punkt równowagi

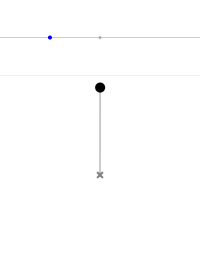
Niestabilny punkt równowagi

Punkt równowagi, stan równowagi – stan układu mechanicznego, w którym pozostaje on w bezruchu (tj. prędkość zmian stanu wynosi 0). Jako przykład podać można wahadło, które ma dwa punkty równowagi, dokładnie poniżej oraz powyżej punktu zaczepienia wahadła.
Punkt {\displaystyle x_{e}} określający położenie równowagi ciała spełnia warunek:
{\displaystyle f(x_{e},t)=0,}
dla każdego {\displaystyle t} – gdzie {\displaystyle t} to czas, a {\displaystyle f} siła działająca na ciało.
Punkty równowagi dzieli się na stabilne i niestabilne. Ponownie na przykładzie wahadła: punkt równowagi leżący powyżej punktu zaczepienia wahadła nie jest punktem stabilnym, ponieważ nawet niewielkie zaburzenie stanu układu spowoduje ruch wahadłowy i w efekcie przejście do drugiego punktu równowagi.
Stabilność punktu równowagi bada się za pomocą portretu fazowego oraz za pomocą metod Lapunowa, przy czym stabilność tę można określić jako:
zwykłą – gdy układ jedynie krąży w niewielkiej odległości {\displaystyle (\epsilon )} od punktu równowagi,
lub:
jednostajną – gdy dodatkowo {\displaystyle \epsilon } jest niezależny od czasu,
asymptotyczną – gdy dodatkowo {\displaystyle x=x_{e}} po nieskończenie długim czasie,
asympt. wykładniczą – asymptotyczną, dla której {\displaystyle \epsilon =e^{-\alpha t}} (gdzie {\displaystyle \alpha >0,} a {\displaystyle t} to czas).